# Ramseier-Gletscher
Der Ramseier-Gletscher ist ein etwa 8 km langer Talgletscher in der Britannia Range des Transantarktischen Gebirges. Er mündet mit südwestlicher Fließrichtung unmittelbar östlich des Mount Rummage in den Byrd-Gletscher.
Das Advisory Committee on Antarctic Names benannte ihn 1965 nach dem aus der Schweiz stammenden Glaziologen René Otto Ramseier (1933–2008), der 1960 bis 1961 auf der McMurdo-Station und 1961 bis 1962 auf der Amundsen-Scott-Südpolstation tätig war.